# Max Nord
Jacob Julius Max (Max) Nord (Gorinchem, 1 april 1916 - Amsterdam, 28 februari 2008) was een Nederlands dichter en journalist.
Nord studeerde politieke wetenschappen in Parijs en werkte vanaf 1938 als verslaggever bij Het Vaderland. Samen met Menno ter Braak vertaalde hij het boek Gespräche mit Hitler van Hermann Rauschning, wat het duo op een aanklacht wegens 'belediging van een bevriend staatshoofd' kwam te staan. Voordat het tot een proces kwam was Nederland al door de Duitsers bezet. Tijdens de bezetting vormde Nord samen met Wim van Norden en Simon Carmiggelt de kern van het illegale Het Parool. Na de oorlog werd Nord kunstredacteur van dezelfde krant. Vervolgens was hij enige tijd plaatsvervangend hoofdredacteur, als vervanger van Gerrit Jan van Heuven Goedhart. Hierna was hij correspondent voor Het Parool te Parijs. In 1987 woonde hij in Lyon het twee maanden durende proces tegen oorlogsmisdadiger Klaus Barbie bij. Nord schreef hierover een reeks artikelen in Vrij Nederland en een boek. Ook schreef hij boeken over Albert Helman, Alexander Cohen, en Josepha Mendels, deed de eindredactie van diverse boeken, en vertaalde onder andere verhalen van Luigi Pirandello en gedichten van Cesare Pavese.
Max Nord was voorts voorzitter van de Vereniging van Letterkundigen. Hij overleed op 91-jarige leeftijd.